# Ляене-Ніґула (волость)
Ля́ене-Ні́ґула (ест. Lääne-Nigula vald) — волость в Естонії, адміністративна одиниця самоврядування повіту Ляенемаа.

## Географічні дані

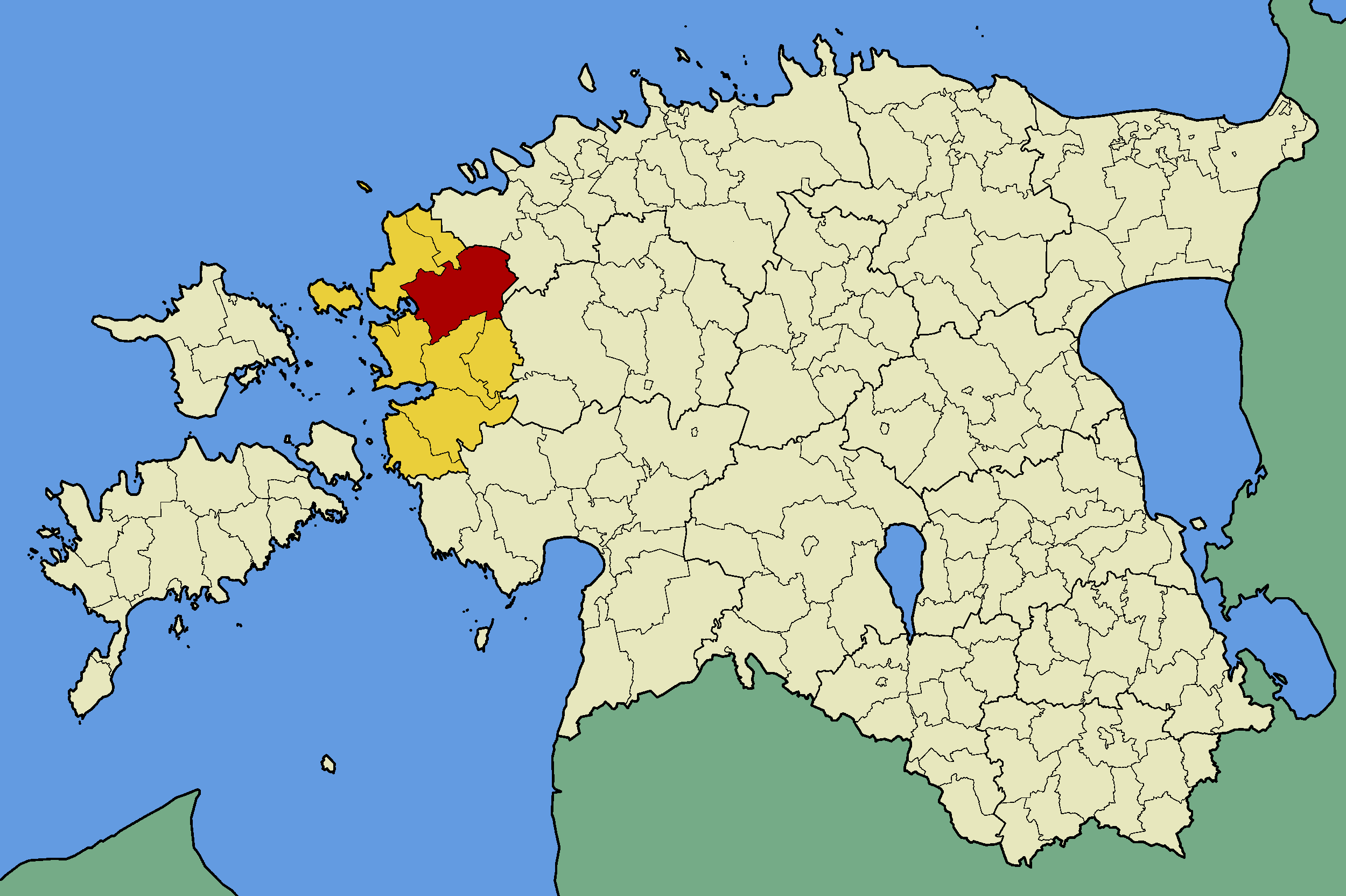
Волость Ляене-Ніґула до реформи 2017 року

#### До реформи 2017 року
Площа волості — 509 км2, чисельність населення на 1 січня 2017 року становила 4036 осіб.

#### Після реформи 2017 року
Площа волості — 1428,2 км2, чисельність населення на 1 січня 2017 року — 7052 особи.

## Населені пункти
Адміністративний центр — селище Таебла.
На території волості розташовані:
3 селища (ест. alevik):
Палівере (Palivere), Рісті (Risti), Таебла (Taebla).
114 сіл (ест. küla):
Аллікмаа (Allikmaa), Аллікотса (Allikotsa), Ауасте (Auaste), Аулепа (Aulepa, Dirslätt), Вайзі (Vaisi), Ванакюла (Vanaküla), Ванакюла (Vanaküla, Gambyn), Варіку (Variku), Ведра (Vedra), Винткюла (Võntküla), Відрука (Vidruka), Вяенла (Väänla), Вяйке-Лягтру (Väike-Lähtru), Вяйке-Ниммкюла (Väike-Nõmmküla, Persåker), Гара (Hara, Harga), Гєбрінґі (Höbringi, Höbring), Гіндасте (Hindaste), Госбю (Hosby), Діргамі (Dirhami, Derhamn), Егм'я (Ehmja), Ейнбі (Einbi, Enby), Елбіку (Elbiku, Ölbäck), Енівере (Enivere), Естербю (Österby), Інґкюла (Ingküla), Йиґісоо (Jõgisoo), Йиессе (Jõesse), Кааре (Kaare), Каасіку (Kaasiku), Кабелі (Kabeli), Кадарпіку (Kadarpiku), Казарі (Kasari), Калью (Kalju), Кастья (Kastja), Кедре (Kedre), Кеедіка (Keedika), Кезу (Kesu), Керавере (Keravere), Кесквере (Keskvere), Кесккюла (Keskküla), Кірімяе (Kirimäe), Кірна (Kirna), Коела (Koela), Кокре (Kokre), Колувере (Koluvere), Кудані (Kudani, Gutanäs), Куййие (Kuijõe), Кулламаа (Kullamaa), Кулламетса (Kullametsa), Кулузе (Kuluse), Куревере (Kurevere), Кярбла (Kärbla), Лайкюла (Laiküla), Леедікюла (Leediküla), Лейла (Leila), Лемміккюла (Lemmikküla), Лійвакюла (Liivaküla), Лійві (Liivi), Ліннамяе (Linnamäe), Луйґу (Luigu), Мартна (Martna), Мийзакюла (Mõisaküla), Мирду (Mõrdu), Мянніку (Männiku), Нива (Nõva), Нимме (Nõmme), Ниммемаа (Nõmmemaa), Нігка (Nihka), Ніґула (Nigula), Нійбі (Niibi), Нійнья (Niinja), Огтла (Ohtla), Оонґа (Oonga), Ору (Oru), Осмуссааре (Osmussaare, Odensholm), Паслепа (Paslepa, Pasklep), Перакюла (Peraküla), Пійрсалу (Piirsalu), Путкасте (Putkaste), Пюрксі (Pürksi, Birkas), Пяллі (Pälli), Пярі (Päri), Раннайие (Rannajõe), Раннакюла (Rannaküla), Регемяе (Rehemäe), Риуде (Rõude), Риума (Rõuma), Ріґулді (Riguldi, Rickul), Роослепа (Rooslepa, Roslep), Сааре (Saare, Lyckholm), Салайие (Salajõe), Саунья (Saunja), Сельякюла (Seljaküla), Сілла (Silla), Соо-отса (Soo-otsa), Соолу (Soolu), Спітгамі (Spithami, Spithamn), Сутлепа (Sutlepa, Sutlep), Суур-Ниммкюла (Suur-Nõmmküla, Klottorp), Сууре-Лягтру (Suure-Lähtru), Тагу (Tahu, Skåtanäs), Таґавере (Tagavere), Тамміку (Tammiku), Телізе (Telise, Tällnäs), Тузарі (Tusari), Тука (Tuka), Туксі (Tuksi, Bergsby), Турвалепа (Turvalepa), Убасалу (Ubasalu), Ууґла (Uugla), Уускюла (Uusküla), Юдрума (Üdruma), Яакна (Jaakna), Ялуксе (Jalukse).

## Історія
27 жовтня 2013 року волость Ляене-Ніґула була утворена шляхом об'єднання волостей Ору, Рісті й Таебла.
2016 року на підставі законів Естонії про адміністративну реформу, про органи місцевого самоврядування та про сприяння об'єднанню одиниць місцевого самоврядування волосні ради Кулламаа, Ляене-Ніґула, Мартна, Нива та Ноароотсі підписали угоду про об'єднання територій волостей в єдину адміністративну одиницю самоврядування — волость Ляене-Ніґула.
1 березня 2017 року село Регемяе, що входило до цього до складу волості Ніссі повіту Гар'юмаа, відійшло до волості Ляене-Ніґула.
15 жовтня 2017 року в Естонії відбулися вибори в органи місцевого самоврядування. Після оголошення 20 жовтня результатів виборів в Ляене-Ніґулаську волосну раду 21 жовтня офіційно набуло чинності утворення волості Ляене-Ніґула в нових кордонах.